# Acanopsilus
Acanopsilus is een geslacht van vliesvleugelige insecten uit de familie Diapriidae.

## Soorten
- A. brevinervis Kieffer, 1909
- A. heterocerus (Haliday, 1857)